# Zavidovići
Zavidovići (en cyrillique : Завидовићи) est une ville et une municipalité de Bosnie-Herzégovine située dans le canton de Zenica-Doboj et dans la fédération de Bosnie-et-Herzégovine. Selon le recensement bosnien de 2013, la ville intra muros compte 9 217 habitants et la municipalité 40 272.

## Géographie
Zavidovići est située entre Doboj et Zenica, à la confluence des rivières Bosna et Krivaja ; la rivière Gostović coule également dans la municipalité. La ville se trouve dans une vallée entourée de montagnes, dont la plus importante est le mont Klek.

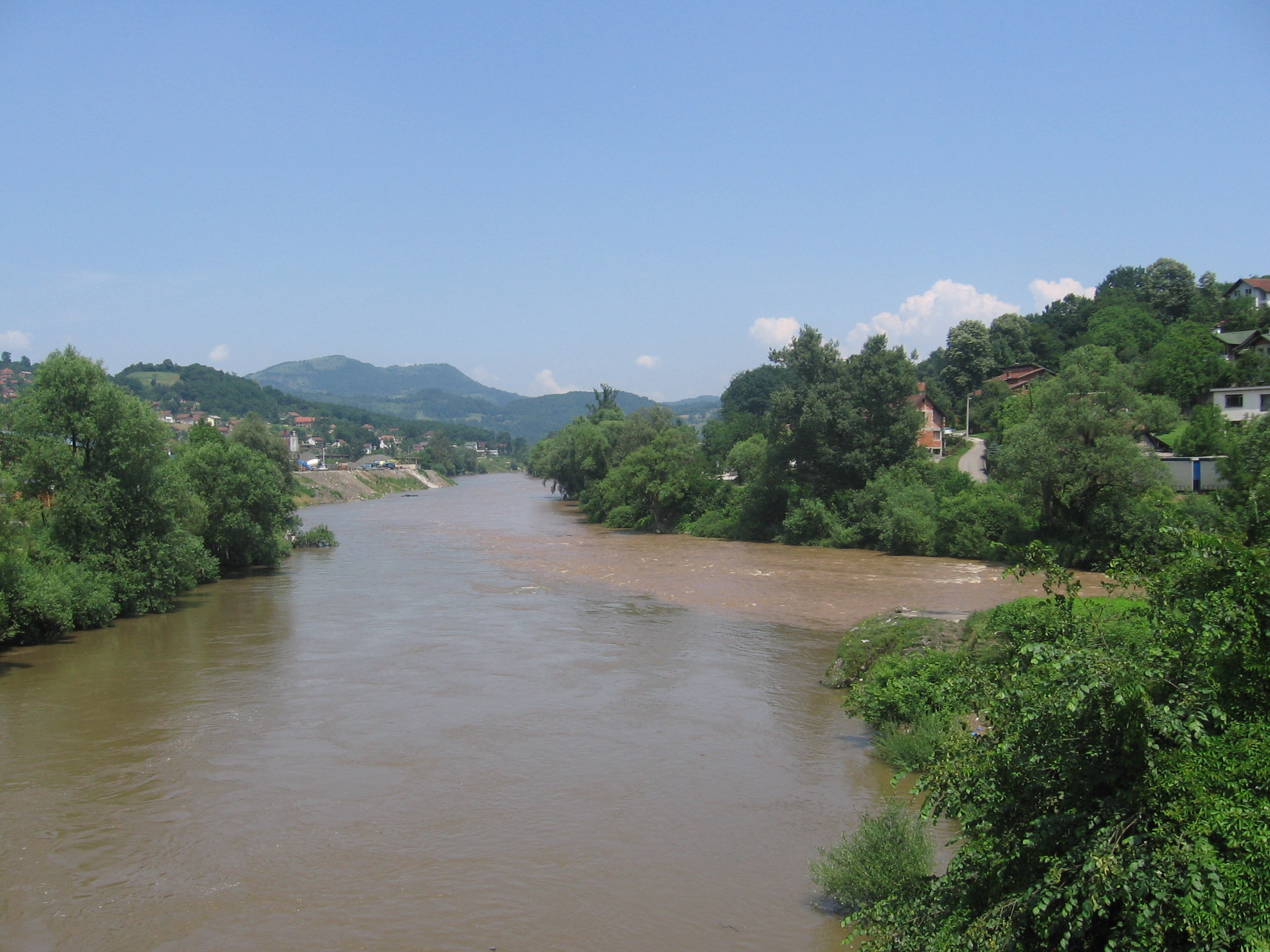
La confluence de la Krivaja et de la Bosna près de Zavidovići

La municipalité est entourée par celles de Maglaj au nord, Žepče et Zenica à l'ouest, Kakanj, Vareš et Olovo au sud, Banovići et Lukavac à l'est.

## Histoire
Zavidovići a été créée à la fin du XIXe siècle.

## Localités

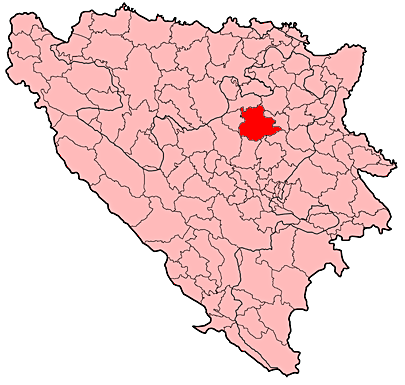
Localisation de la municipalité de Zavidovići en Bosnie-Herzégovine

La municipalité de Zavidovići compte 47 localités :
| - Alići - Bajvati - Biljačići - Borovnica - Crnjevo - Čardak - Činovići - Dištica - Dolac - Dolina - Donja Lovnica - Donji Junuzovići | - Dragovac - Dubravica - Džebe - Gare - Gornje Selo - Gornji Junuzovići - Gostovići - Hajderovići - Hrge - Kamenica - Karačić - Krivaja | - Kućice - Lijevča - Mahoje - Majdan - Miljevići - Mitrovići - Mustajbašići - Osječani - Perovići - Podvolujak - Potkleče - Predražići | - Priluk - Ribnica Dio - Ridžali - Rujnica - Skroze - Suha - Svinjašnica - Vozuća - Vukmanovići - Vukovine - Zavidovići |

## Politique et administration

### Tendances politiques et résultats
À la suite des élections locales de 2012, les 29 sièges de l'assemblée municipale se répartissaient de la manière suivante :
| Parti                                                               | Sièges |
| ------------------------------------------------------------------- | ------ |
| Parti d'action démocratique (SDA)                                   | 11     |
| Parti social-démocrate (SDP)                                        | 7      |
| Alliance pour un meilleur avenir de la Bosnie-Herzégovine (SBB BiH) | 4      |
| Parti pour la Bosnie-Herzégovine (SBiH)                             | 4      |
| Parti populaire pour une amélioration par le travail (Za boljitak)  | 2      |
| Parti des retraités pensionnés de Bosnie-Herzégovine (SP/U BiH)     | 1      |

Suad Omerašević, membre du Parti d'action démocratique (SDA), a été élue maire de la municipalité.

### Jumelages
Zavidovići est jumelée avec :
- Roncadelle (Italie).
- Wiltz (Luxembourg) depuis le 28 mars 2008[4].

## Démographie
Évolution historique de la population dans la ville intra muros
| 1948 | 1953 | 1961  | 1971  | 1981   | 1991   | 2013  |
| ---- | ---- | ----- | ----- | ------ | ------ | ----- |
| -    | -    | 7 304 | 9 366 | 11 444 | 12 947 | 9 217 |

|  |

Répartition de la population par nationalités dans la ville intra muros (1991)
Évolution historique de la population dans la municipalité
| 1961   | 1971   | 1981   | 1991   | 2013   |
| ------ | ------ | ------ | ------ | ------ |
| 36 250 | 44 018 | 51 861 | 57 164 | 40 272 |

Répartition de la population par nationalités dans la municipalité (1991)
En 1991, sur un total de 27 859 habitants, la population se répartissait de la manière suivante :

## Économie
Zavidovići est connue pour sa grande usine de transformation du bois Krivaja. Cette activité lui a valu le surnom de « ville du bois ».

## Culture locale et patrimoine

### Personnalités liées à la ville
- Asim Bajramovic, compositeur
- Edin Bašić, joueur de handball
- Suad Mujić, joueur de basket-ball et entraîneur
- Safet Sušić, footballeur et entraîneur
- Venio Losert, joueur de handball, porte-drapeau de la délégation croate aux Jeux olympiques de 2012 à Londres